# Loksa
Loksa er en by i landskabet Harrien i det nordlige Estland. Byen ligger ved kysten af Den Finske Bugt og er kendt for sit skibsværft. Den har et indbyggertal på 2.536 (2024) indbyggere og er hovedby i Loksa kommune.